# Длинная дорога в короткий день
«Длинная дорога в короткий день» — советский художественный фильм режиссёра Тимофея Левчука. Вышел на экраны в СССР 16 октября 1972 года.

## Сюжет
Фильм о советских учёных-физиках, снят по роману Натана Рыбака «Солдаты без мундиров».
Директор научно-исследовательского института, занимающегося исследованиями в области ядерной физики, Максим Нерчин (Николай Олялин) испытывает новый метод исследования. И хотя метод себя не оправдал, Нерчин с необоснованной уверенностью начал строить более мощную установку… Он использует на её создание почти все средства института и столь уверен в успехе, что громогласно объявил об этом на одном зарубежном симпозиуме, вызвав тем самым особое внимание к своему институту со стороны тех американских кругов, которые заинтересованы прежде всего создать оружие, несущее смерть и разрушения…
Борьба за мир, за то, чтобы поставить высшие достижения науки на службу человечеству, — вот основная идея фильма.
Фильм снимали украинские кинематографисты. Они пытались показать злободневную и острую тему современности — мужество и принципиальность как неотъемлемые качества подвига
Фильм снимался в Доме учёных Новосибирского Академгородка, Серпухове, Харькове, ГДР. Большую помощь съемочной группе оказали сотрудники Института ядерной физики СО АН СССР.

## В ролях
- Николай Олялин — Максим Нерчин, директор Института физических проблем
- Татьяна Самойлова — Екатерина Золоторенко, жена Нерчина
- Евгений Самойлов — Михаил Петрович
- Аркадий Аркадьев
- Игорь Дмитриев
- Родион Александров — Куцевич
- Виктор Хохряков — Шульга
- Дмитрий Миргородский
- Виктор Чекмарёв — бухгалтер
- Аркадий Трощановский — Струмилин
- Валентина Ивашёва —  дама в Швейцарии